# Divinésia
Divinésia là một đô thị thuộc bang Minas Gerais, Brasil. Đô thị này có diện tích 118,361 km², dân số năm 2007 là 3276 người, mật độ 28 người/km².